# 特攻隊に捧ぐ
『特攻隊に捧ぐ』（とっこうたいにささぐ）は坂口安吾の随筆・評論。第二次世界大戦後、大東亜戦争に関わるすべてが悉く悪いこととして捉えられた敗戦直後の日本において、特攻隊の心情や姿だけは必死に愛し、守ろうではないかと提言した書。たとえ特攻隊の若者たちが軍部の欺瞞とカラクリにあやつられた人形の姿であったとしても、死と必死に戦い、国に命をささげた苦悩と完結はなんで人形であるものか、と綴られている。
1947年（昭和22年）2月1日、実業之日本社雑誌『ホープ』（第2巻第2号）に掲載予定だったが、GHQの検閲により「Militaristic （軍国主義的である）」として「Suppress」 の刻印がなされ、発禁・削除された。その後、日本から持ち去った検閲書物をゴードン・ウィリアム・プランゲが纏めたプランゲ文庫を元に、1983年（昭和58年）8月1日に雄松堂書店が刊行したマイクロフィルム資料『占領軍検閲雑誌』に収録された。

## 内容・あらまし
惨禍を生んだ戦争を呪いながらも、同時に特攻隊で散った若者の至情に対する感慨について坂口安吾は以下のように語っていく。
敗戦のあげくが、軍の積悪が暴かれるのは当然として、戦争に絡まる何事をも悪い方へ悪い方へと解釈するのは決して健全なことではない。こう一方的にかたよるのは、いつの世にも排すべきで、自己自らを愚弄することにほかならない。たとえば特攻隊の若者の胸に殉国の情熱というものが存在し、死にたくない本能と格闘しつつ、至情に散った尊厳を敬い愛す心を忘れてはならないだろう。我々はこの戦争の中から積悪の泥沼をあばくことも必要であるが、同時に、戦争の中から真実の花をさがして、ひそかに我が部屋をかざり、明日の日により美しい花をもとめ花咲かせる努力と希望を失ってはならないだろう。
私は大体、戦法としても特攻隊というものが好きであった。人は特攻隊を残酷だというが、残酷なのは戦争自体で、戦争となった以上はあらゆる智能方策を傾けて戦う以外に仕方がない。人の子を死へ馳りたてることは怖るべき罪悪であるが、これも戦争である以上は、死ぬるは同じ、やむを得ぬ。日本軍の作戦の幼稚さは言語道断で、工業力と作戦との結び方すら組織的に計画されてはおらず、有力なる新兵器もなく、ともかく最も独創的な新兵器といえば、それが特攻隊であった。特攻隊は兵隊ではなく、兵器である。工業力をおぎなうための最も簡便な工程の操縦器であり計器であった。
私は文学者であり、人間を、人性を死に至るまで疑いつづける者であるが、然し、特攻隊員の心情だけは疑らぬ方がいいと思っている。なぜなら、疑ったところで、タカが知れており、分りきっているからだ。要するに、死にたくない本能との格闘、それだけのことだ。疑るな。そっとしておけ。そして、卑怯だの女々しいだの、又はあべこべに人間的であったなどと言うなかれ。
彼らは自ら爆弾となって敵艦にぶつかった。否、その大部分が途中に射ち落されてしまっただろうけれども、敵艦に突入したその何機かを彼等全部の栄誉ある姿と見てやりたい。母も思ったであろう。恋人のまぼろしも見たであろう。自ら飛び散る火の粉となり、火の粉の中に彼等の20何歳かの悲しい歴史が花咲き消えた。彼等は基地では酒飲みで、ゴロツキで、バクチ打ちで、女たらしであったかも知れぬ。やむを得ぬ。死へ向って歩むのだもの、聖人ならぬ20前後の若者が、酒をのまずにいられようか。けれども彼等は愛国の詩人であった。いのちを人にささげる者を詩人という。その迷う姿をあばいて何になるのさ、何かの役に立つのかね？　我々愚かな人間も、時にはかかる至高の姿に達し得るということ、それを必死に愛し、守ろうではないか。軍部の偽懣とカラクリにあやつられた人形の姿であったとしても、死と必死に戦い、国にいのちをささげた苦悩と完結はなんで人形であるものか。
私は無償の行為というものを最高の人の姿と見るのであるが、日本流にはまぎれもなく例の滅私奉公で、戦争中は合言葉に至極簡単に言いすてていたが、こんなことが百万人の一人もできるものではないのである。他のためにいのちをすてる、戦争は凡人を駈って至極簡単に奇蹟を行わせた。人間が戦争を呪うのは当然だ。呪わぬ者は人間ではない。そして恐らく大部分の兵隊が戦争を呪ったにきまっている。けれども私は「強要せられた」ことを一応忘れる考え方も必要だと思っている。なぜなら彼等は強要せられた、人間ではなく人形として否応なく強要せられた。だが、その次に始まったのは彼個人の凄絶な死との格闘、人間の苦悩で、強要によって起りはしたが、燃焼はそれ自体であり、強要と切り離して、それ自体として見ることも可能だという考えである。否、私はむしろ切り離して、それ自体として見ることが正当で、格闘のあげくの殉国の情熱を最大の讃美を以て敬愛したいと思うのだ。
強要せられたる結果とは云え、凡人も亦かかる崇高な偉業を成就しうるということは、大きな希望ではないか。大いなる光ではないか。平和なる時代に於いて、かかる人の子の至高の苦悩と情熱が花咲きうるという希望は日本を、世界を明るくする。ことさらに無益なケチをつけ、悪い方へと解釈したがることは有害だ。美しいものの真実の発芽は必死にまもり育てねばならぬ。
私は戦争を最も呪う。だが、特攻隊を永遠に讃美する。その人間の懊悩苦悶とかくて国のため人のために捧げられたいのちに対して。青年諸君よ、この戦争は馬鹿げた茶番にすぎず、そして戦争は永遠に呪うべきものであるが、かつて諸氏の胸に宿った「愛国殉国の情熱」が決して間違ったものではないことに最大の自信を持って欲しい。要求せられた「殉国の情熱」を、自発的な、人間自らの生き方の中に見出だすことが不可能であろうか。それを思う私が間違っているのであろうか。

## 作品評価・研究
戦後メディア史研究者の有山輝雄は、2000年（平成12年）に『特攻隊に捧ぐ』発見のニュースを受けた際、「戦時中の言論統制が敗戦で終わり、さまざまな文学作品、言論が噴出した。そこでGHQが民主主義化の名分の下に表現を制限するという矛盾した構図があり、作家、記者たちも矛盾を抱えていた」と、終戦後のGHQによる出版界の規制について言及している。
プランゲ文庫の中にあった、「suppress（削除）」と大きなバツ印を付けられていた『特攻隊に捧ぐ』を実際に読んだ時の感想について岩田温は、「一人一人の特攻隊の真の姿に迫ったまことに生き生きとした名文」だと評し、以下のように述べている。
岩田温は、坂口の文章から、知覧特攻平和会館で特攻隊員たちの遺品や遺書を目にした時に、彼らが書いた「昭和維新の貫徹」、「米英撃滅」などといった国策的なイデオロギーの行間から、本当は死にたくなかった若者たちの苦悩や葛藤と、その心のまま出撃したかもしれない「切なさ」、その「高貴さ」に思いを馳せたことを思い出したとし、しかしながら、資料館を廻った人たちの感想文の中に、いかにもGHQの「東京裁判史観」に沿ったような意見もあったことに触れて、戦後のGHQの支配下で、「東京裁判史観」に合致する出版や記述だけに統制されていた日本人は、生きるがためにそれを受け入れ、自分たちの「素直な感情」の表現を禁止されているうちに、次第にその感情そのものも忘れ去っていったのではないかと論考している。そして坂口の『特攻隊に捧ぐ』に対するGHQの削除命令を目にした時のことを、「歴史の断絶とその原因が明らかになった瞬間」と表現している。

## おもな刊行本・資料
- マイクロフィルム資料『占領軍検閲雑誌』（雄松堂書店、1983年8月1日）
  - 35ミリ、ポジティヴ・ロール、260リール。
  - 3,500種、 9,500冊。
  - 解説目録：奥泉栄三郎編『占領軍検閲雑誌目録・解題』（雄松堂書店、1982年11月1日）。
- 文庫版『堕落論』（新潮文庫、2000年6月1日）
  - カバー装幀：平野甲賀。解説：柄谷行人「坂口安吾とフロイト」。初出一覧。年譜。
  - 収録作品：「今後の寺院生活に対する私考」「FARCE に就て」「文学のふるさと」「日本文化私観」「芸道地に堕つ」「堕落論」「天皇小論」「続堕落論」「特攻隊に捧ぐ」「教祖の文学」「太宰治情死考」「戦争論」「ヨーロッパ的性格、ニッポン的性格」「飛騨・高山の抹殺」「歴史探偵方法論」「道鏡童子」「安吾下田外史」
- 『坂口安吾全集 16』（筑摩書房、2000年4月25日）
  - 装幀：菊地信義。編集：柄谷行人、関井光男。解題：関井光男、七北数人
  - 付録・月報：津島佑子「飛翔の魔力」、尾崎俵士「坂口安吾の遺言状」〈解説〉、蓑崎昭子「偶然去来の地にて」〈エッセイ〉、横山泰三「停滞や中毒に耐える酔霊獣」〈回想・同時代評〉、柄谷行人「坂口安吾について（17）半封建的なもの」〈連載〉
- 文庫版『堕落論・特攻隊に捧ぐ――無頼派作家の夜』（実業之日本社文庫、2013年12月5日）
  - 編集・解説：七北数人
  - 収録作品：「堕落論」「続堕落論」「白痴」「戦争と一人の女〔無削除版〕」「真珠」「特攻隊に捧ぐ」「わが戦争に対処せる工夫の数々」「青年に愬う――大人はずるい――」「朴水の婚礼」「桜の森の満開の下」「木枯の酒倉から」「――聖なる酔っ払いは神々の魔手に誘惑された話――」「酒のあとさき」「ちかごろの酒の話」「歓楽極まりて哀情多し」「反スタイルの記」「机と布団と女」「大阪の反逆」「不良少年とキリスト」

## 関連事項
- 禁書
- 真珠 (坂口安吾)
- 大東亜戦争
- 表現の自由
- 連合国軍占領下の日本